# Schnarrndorf
Schnarrndorf ist ein Ort im Traunviertel in Oberösterreich wie auch Ortschaft und – unter dem Namen Schnarrendorf – Katastralgemeinde der Gemeinde Sipbachzell im Bezirk Wels-Land.

## Geographie
Der Ort befindet sich etwa 9 Kilometer südöstlich von Wels, direkt nördlich des Gemeindehauptorts.
Er liegt im Traun-Enns-Riedelland, auf um die 380 m ü. A. Höhe.
Die Ortslage Schnarrndorf im engeren Sinne, drei Gehöfte, liegt am Stinnbach, der bei Sammersdorf etwa 10 km nordöstlich in den Weyerbach mündet und kurz danach bei Haid der Traun zufließt.
Die als zerstreute Häuser (Streusiedlung) eingestufte Ortschaft verteilt sich noch auf den beiden Riedeln zu Sipbach im Osten und Weyerbach im Westen.
Diese umfasst etwa 120 Gebäude mit um die 370 Einwohnern.
Zum Ortschaftsgebiet gehören Richtung Süden, gegen Sipbachzell hin, auch die Weiler Hiertaler und Kaindorf, die Einzellage (Gehöft) Wegbauer, wo heute der Gewerbepark Ost ist, und das Gehöft Schönmair sowie die Schönmairsiedlung.
Zur Katastralgemeinde Schnarrendorf mit knapp 900 Hektar gehören auch die Ortschaften Kaindorf, Loibingdorf und Permannsberg im Osten und Südosten, und halb Leombach im Westen, nicht aber die Schönmairsiedlung, die in der Katastralgemeinde Sipbachzell liegt.
Der Ort liegt heute direkt neben der West Autobahn (A1), halbwegs zwischen den Anschlussstellen Sattledt und Allhaming, Richtung Linz/Wien links (km 188): Diese verläuft nordwestlich oberhalb am Riedel vorbei. Nördlich passiert 300 Meter von der Ortslage entfernt die L1239 Leombacher Straße (Kematen – Leombach), wo sich die Zufahrt bei km 6,6 befindet. Am südöstlichen Riedel bei Kainbach verläuft die L1240 Eggendorfer Straße (Sattledt – Allhaming).
Nachbarorte, -ortschaften und -katastralgemeinden
| Weyerbach (KG, Gem. Weißkirchen a.d.Tr.) Weitzendorf (O, Gem. Weißkirchen a.d.Tr.) | Brunnern (O, Gem. Eggendorf i.Tkr., Bez. Linz-Ld.) | Eggendorf i.Tkr. (O) / Eggendorf (KG) Matzeldorf (Gem. Eggendorf i.Tkr., Bez. Linz-Ld.)                                |
| Leombach (O, KG)                                                                   | Kompassrose, die auf Nachbargemeinden zeigt        | Weitersdorf (Gem. Eggendorf i.Tkr., Bez. Linz-Ld.) Kiesenberg (KG, Gem. Kematen a.d.K., Bez. Linz-Ld.) Loibingdorf (O) |
| Hiertaler                                                                          | Sipbachzell (O, KG)                                | Kaindorf Mairdorf (KG, Gem. Kremsmünster, Bez. Kirchdorf)                                                              |

## Geschichte
Im Raum ist frühgeschichtliche Besiedlung belegt (Hortfund bei Giering), zur Römerzeit gehört er zum Umland von Ovilava/Wels, Provinz Noricum, nach dem Hunneneinfall und in der Völkerwanderungszeit geht die Bevölkerung zurück. Der Raum ist als Kulturgrenze zum Slawischen schon im 8. Jahrhundert bairisch besiedelt (Burg Leombach) und gehört zu Stift Kremsmünster (gegr. 777). Während der Ungarneinfälle im frühen 10. Jahrhundert ist er wieder bedroht.
Ursprünglich im Ostteil des Herzogtums Bayern liegend und die Südgrenze des Traungaues zum Ulsburggau bildend, gehörte der Ort seit dem 12. Jahrhundert zum Herzogtum Österreich. Seit 1490 wird er dem Fürstentum Österreich ob der Enns zugerechnet.
Der Ort selbst ist im 13. Jahrhundert als snarhendorf urkundlich, vielleicht zu einem Personennamen Snar[a]cho. Zu dieser Zeit wurde die Waldgegend des Harter Waldes (Reste im Schachenwald) vom Stift Kremsmünster her urbar gemacht.
Der Ort gehörte in der mittleren Neuzeit zur Pfarre Sipbachzell im Distrikt Kremsmünster, ab 1868 zum neuen Bezirk Wels-Land.
Im 19. Jahrhundert wird der Ortsname beim heutigen Kaindorf geführt, und beim heutigen Ortsnamen die Bezeichnung Egelsee.
Die drei landestypischen Vierkanter (Schnarrndorf 7, 8 und 9) stehen heute noch wie schon vor 200 Jahren.
1958 wurde die Autobahn gebaut (Baulos Ennsdorf–Sattledt, Eröffnung 3. Dezember 1958).